# (174365) Zibetti
(174365) Zibetti est un astéroïde de la ceinture principale.

## Description
(174365) Zibetti est un astéroïde de la ceinture principale. Il fut découvert le 10 octobre 2002 à l'observatoire d'Apache Point par le programme Sloan Digital Sky Survey. Il présente une orbite caractérisée par un demi-grand axe de 2,71 UA, une excentricité de 0,05 et une inclinaison de 11,6° par rapport à l'écliptique.

## Compléments